# Makira
Makira (wcześniej San Cristobal) – wyspa na Oceanie Spokojnym (pomiędzy otwartym oceanem a Morzem Salomona), należąca do archipelagu Wysp Salomona, największa wyspa Prowincji Makira-Ulawa. Makira leży na wschód od wyspy Guadalcanal i na południe od Malaita. Największym miastem jest Kirakira.